# Wola Lubecka (województwo świętokrzyskie)
Wola Lubecka – wieś w Polsce, położona w województwie świętokrzyskim, w powiecie jędrzejowskim, w gminie Wodzisław.
W latach 1975–1998 miejscowość należała administracyjnie do województwa kieleckiego.

## Części miejscowości
| SIMC    | Nazwa          | Rodzaj     |
| ------- | -------------- | ---------- |
| 0279700 | Bugaj Sędowski | przysiółek |

## Historia
Lubecka Wola w XIX wieku wieś w powiecie jędrzejowskim, gminie i parafii Nawarzyce. Według Towarzystwa Kredytowego Ziemskiego, w drugiej połowie XIX wieku wieś wchodziła w skład dóbr Lubcza, posiadała 15 osad z gruntem 162 morgi (opis podaje Bronisław Chlebowski Słownik geograficzny Królestwa Polskiego tom 5, strona 394, w nocie dotyczącej Lubczy).